# Gymnothorax herrei
 Gymnothorax herrei és una espècie de peix de la família dels murènids i de l'ordre dels anguil·liformes.

## Morfologia
Els mascles poden assolir els 25 cm de longitud total.

## Distribució geogràfica
Es troba al Mar Roig, les Illes Ryukyu, Taiwan, i les Filipines.